# Украненланд
Украненланд (нем. Ukranenland) — археологическая деревня-музей (скансен) в городе Торгелов в северо-восточной Германии (Передняя Померания). Название происходит от древнего славянского племени укров.
Музей под открытым небом состоит из таких частей:
- Раннесредневековое славянское поселение Украненланд
- Информационный центр недалеко от деревни,
- Поздний средневековый комплекс зданий 'Castrum Turglowe' в Торгелове
- Верфи когов в Иккермюнде.

## Предыстория
Западно-славянское племя укры (украане, укряне, украны) в VI веке поселилось в необитаемых местах на востоке современной германской земли Бранденбурга, между реками Эльба и Одер. Теперь земли этого племени называются славянским топонимом Уккермарк.
Позже под натиском саксов местное славянское население было вытеснено на восток. По летописям датского историка Саксона Грамматика (Saxo Grammaticus, ок. 1150—1220) последняя славянская крепость в регионе рек Эльба и Одер — славянский замок Аркона — был захвачен саксами в 1168 году, после чего последовало массовое переселение колонистов из Германии, а славянские племена постепенно начали ассимилироваться и исчезать с этих земель. Тем не менее, до сих пор сохранилась последняя этническая общность западных славян на территории Германии — лужичане, продолжающие использовать славянский язык.
Немецкие историки полагают, что позднее название «Ukera» (или «Terra Ukera») означает приграничье. Укры оставили бесчисленное количество топонимов в Уккермарк: почти каждое название заканчивается на «-ов» (Брасов, Кармзов, Валмов, Казеков, Грос Пиннов, Тантов, Грнов, Цихов, Пассов), что свойственно славянским наименованиям.
Музей Украненланд посвящён славянам, которые жили тысячелетие назад на берегах Иккера в Восточной Германии, занимались земледелием, ремёслами, судостроением и были хорошими мореходами. Любой желающий благодаря этому музею может перенестись в славянскую восточную Германию.

## Галерея

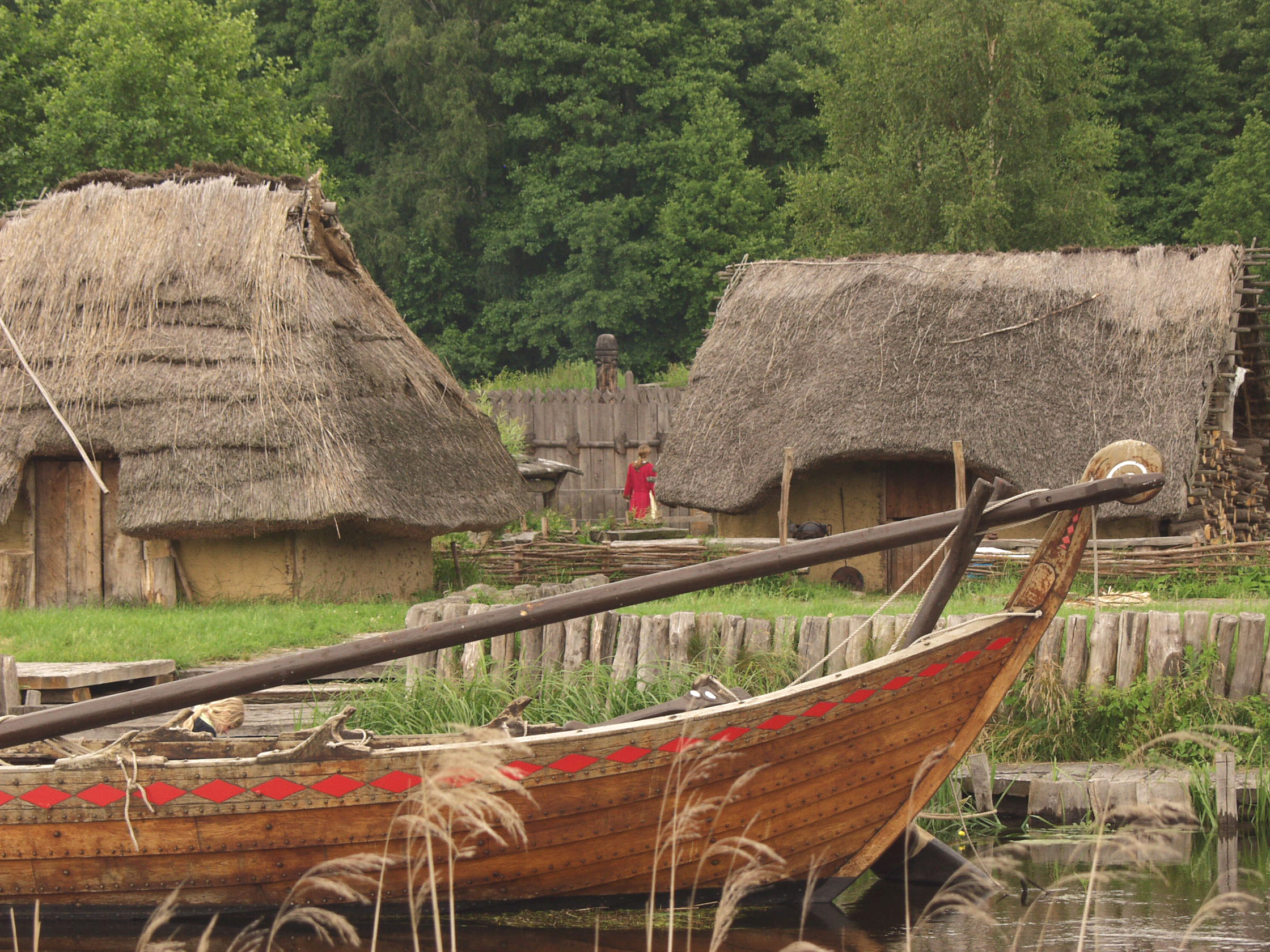
Деревня-музей на Иккере
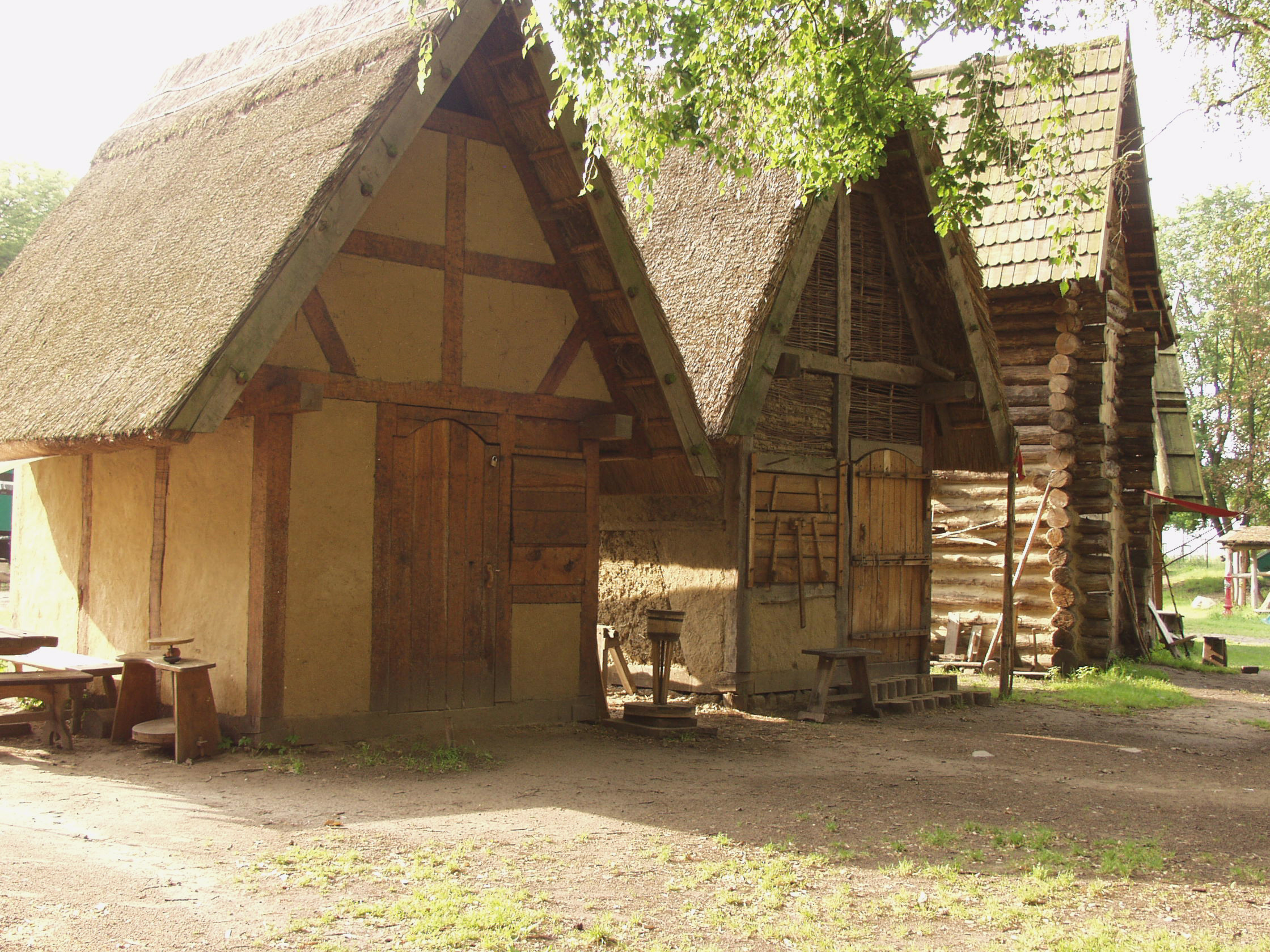
В средневековьем центре Castrum Turglowe
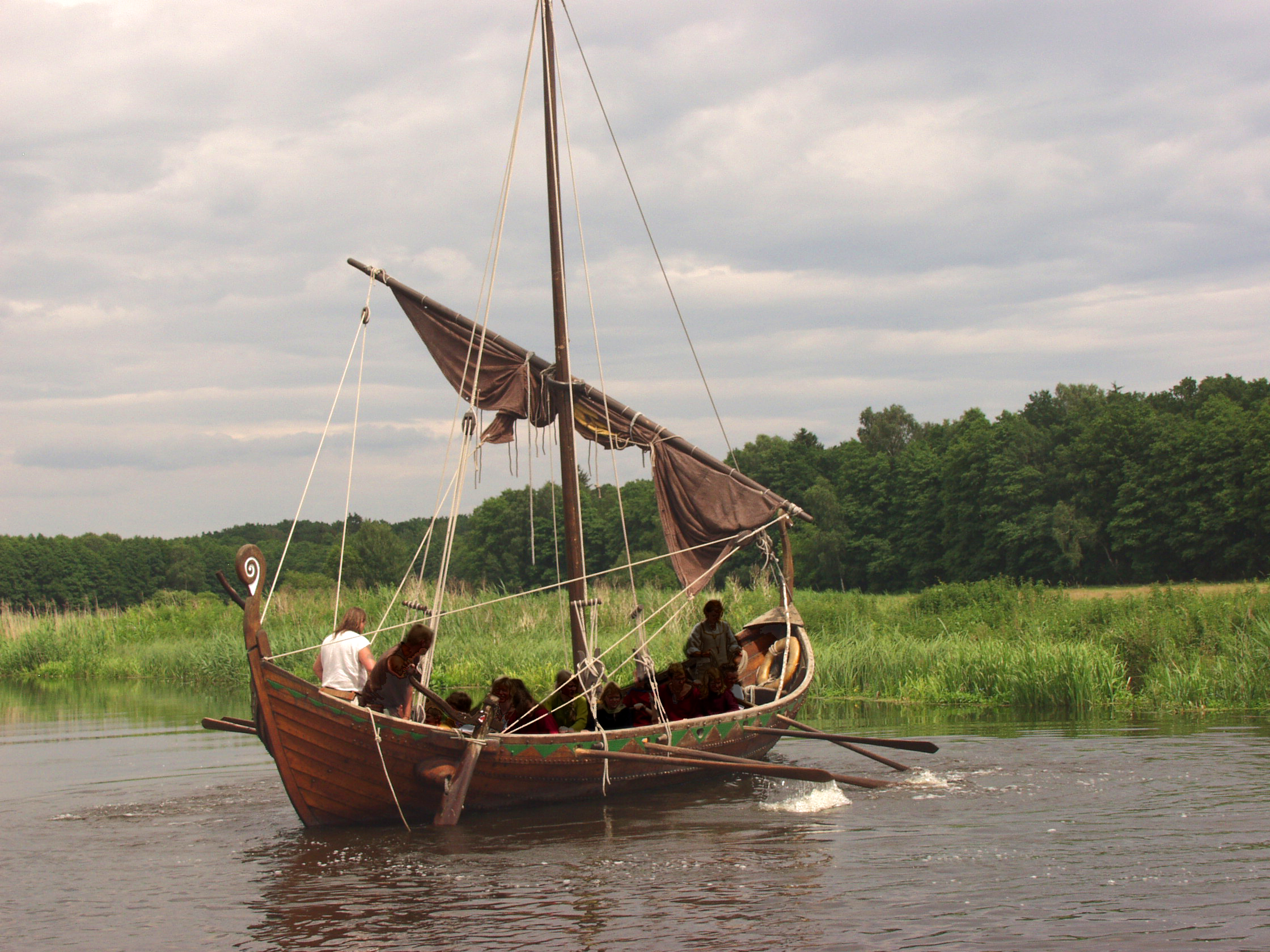
Раннесредневековый славянский корабль «Свантевит»
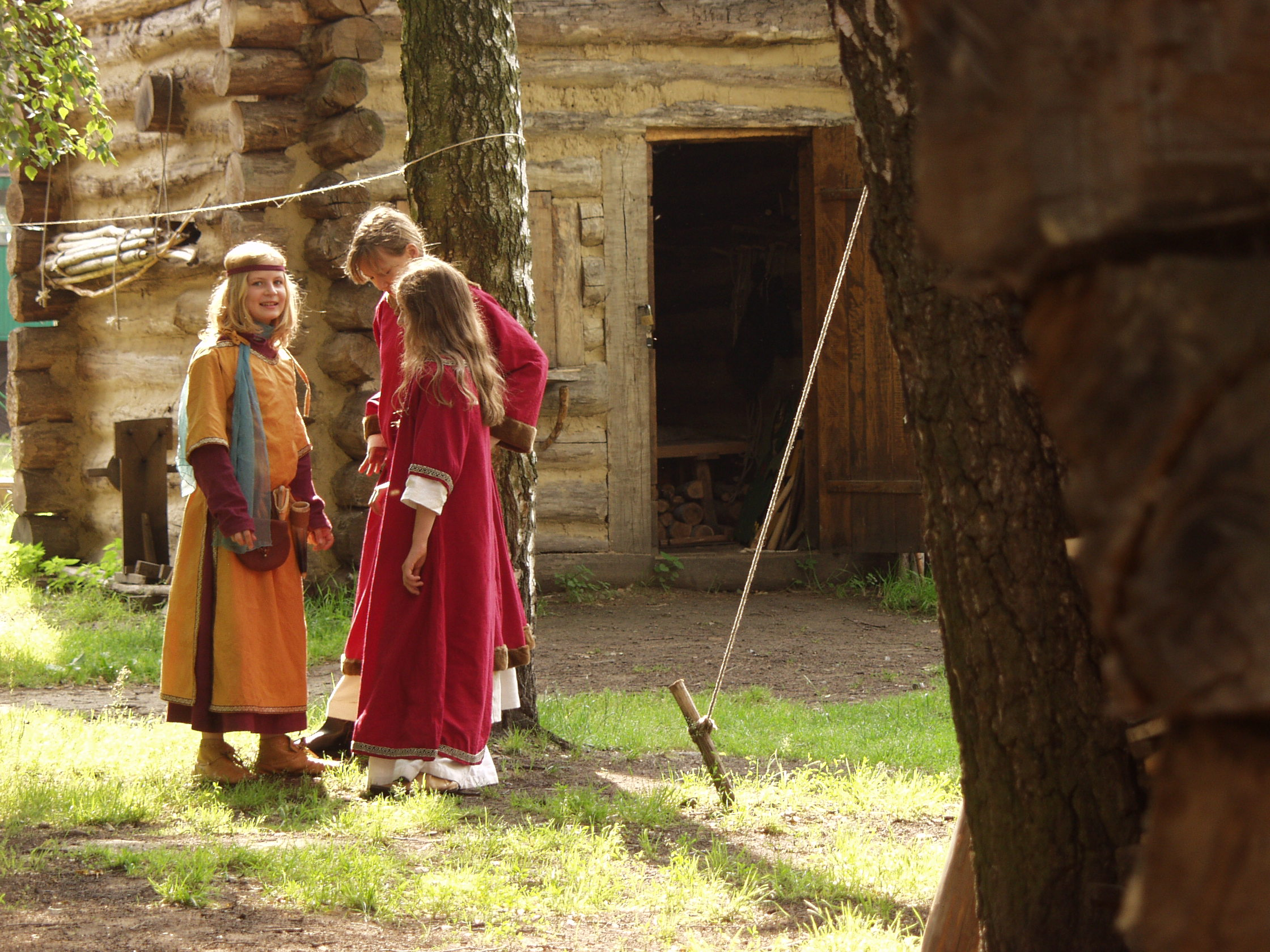
В Castrum Turglowe
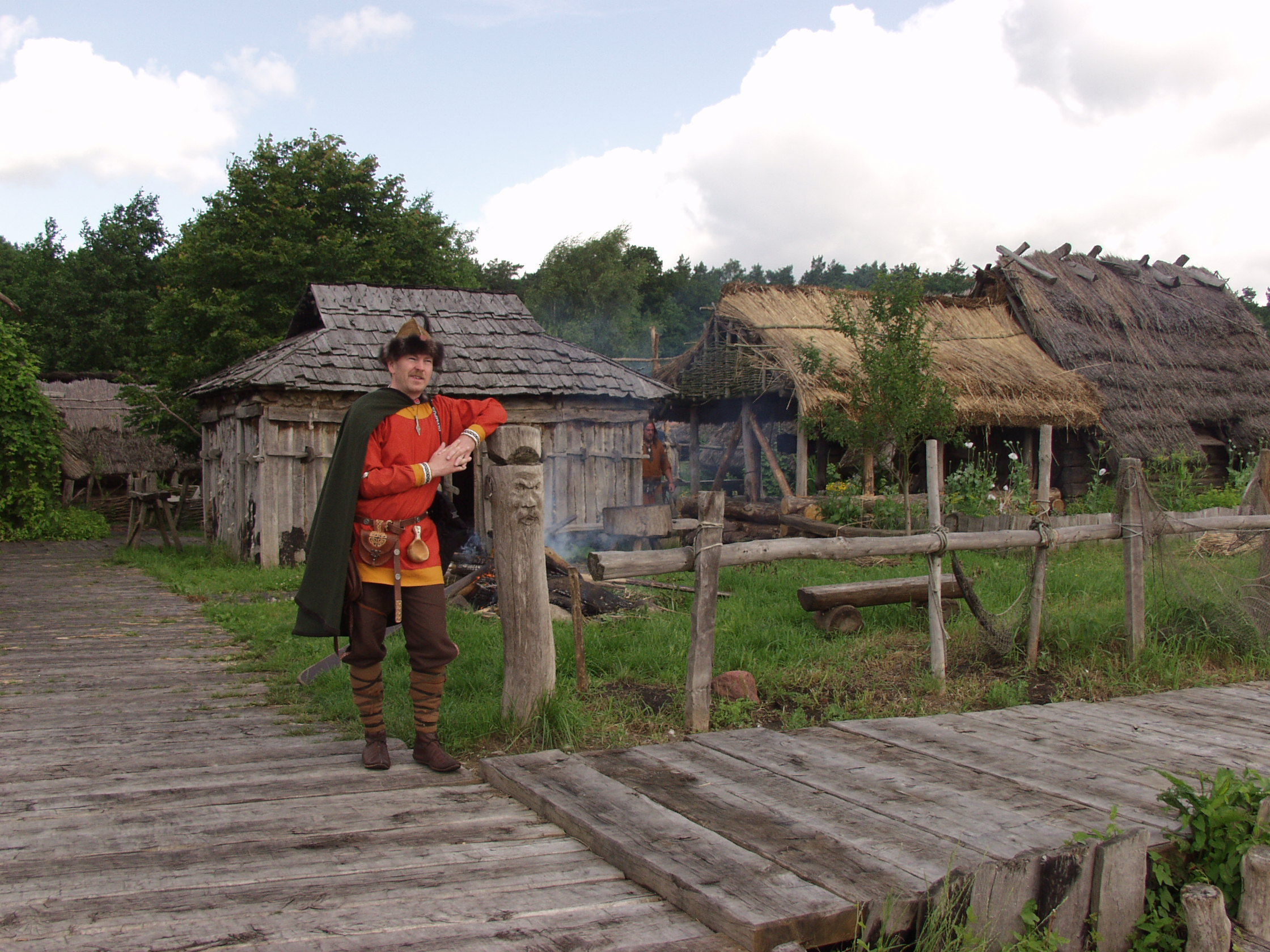
Посещение франков
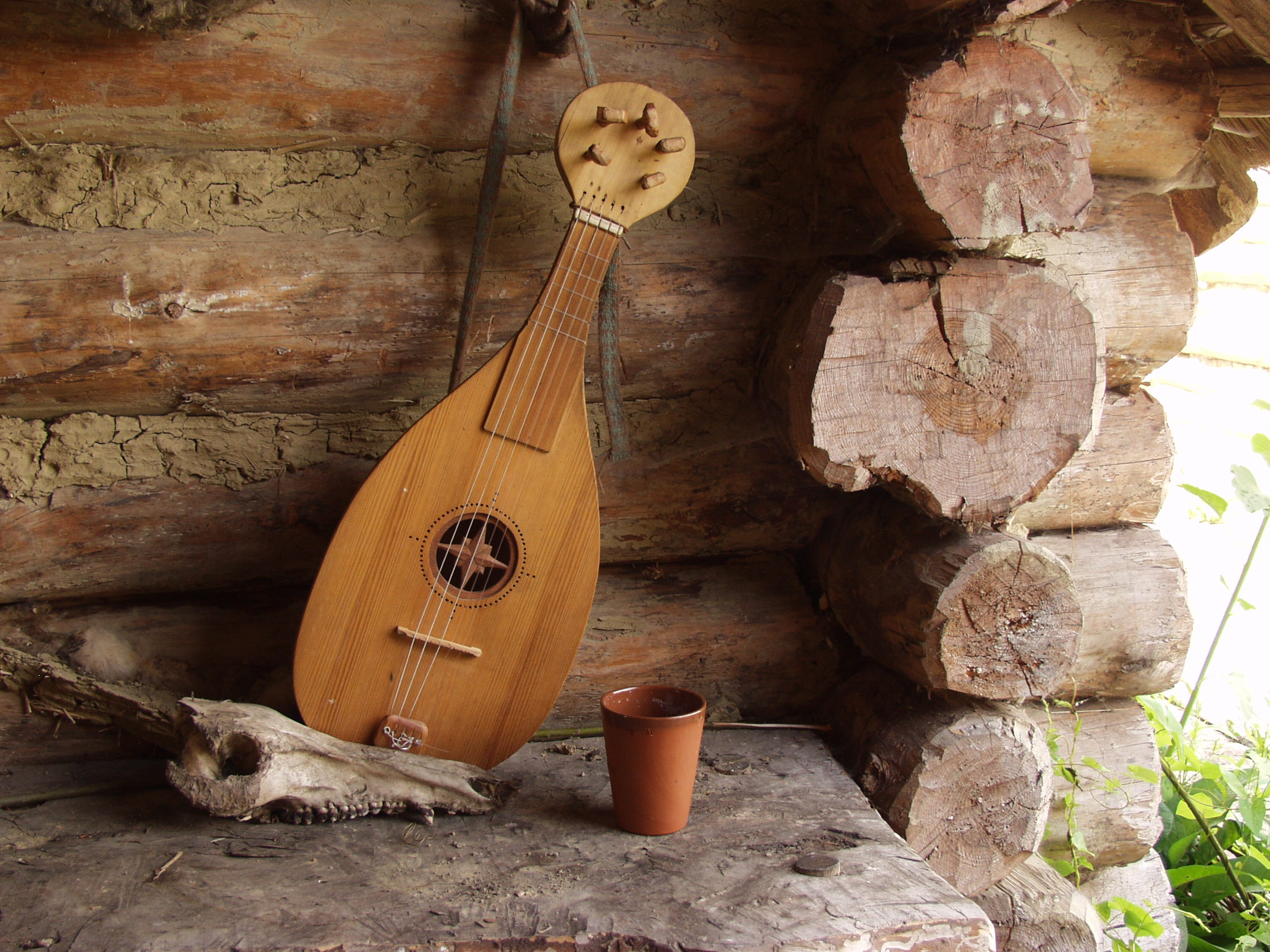
Натюрморт
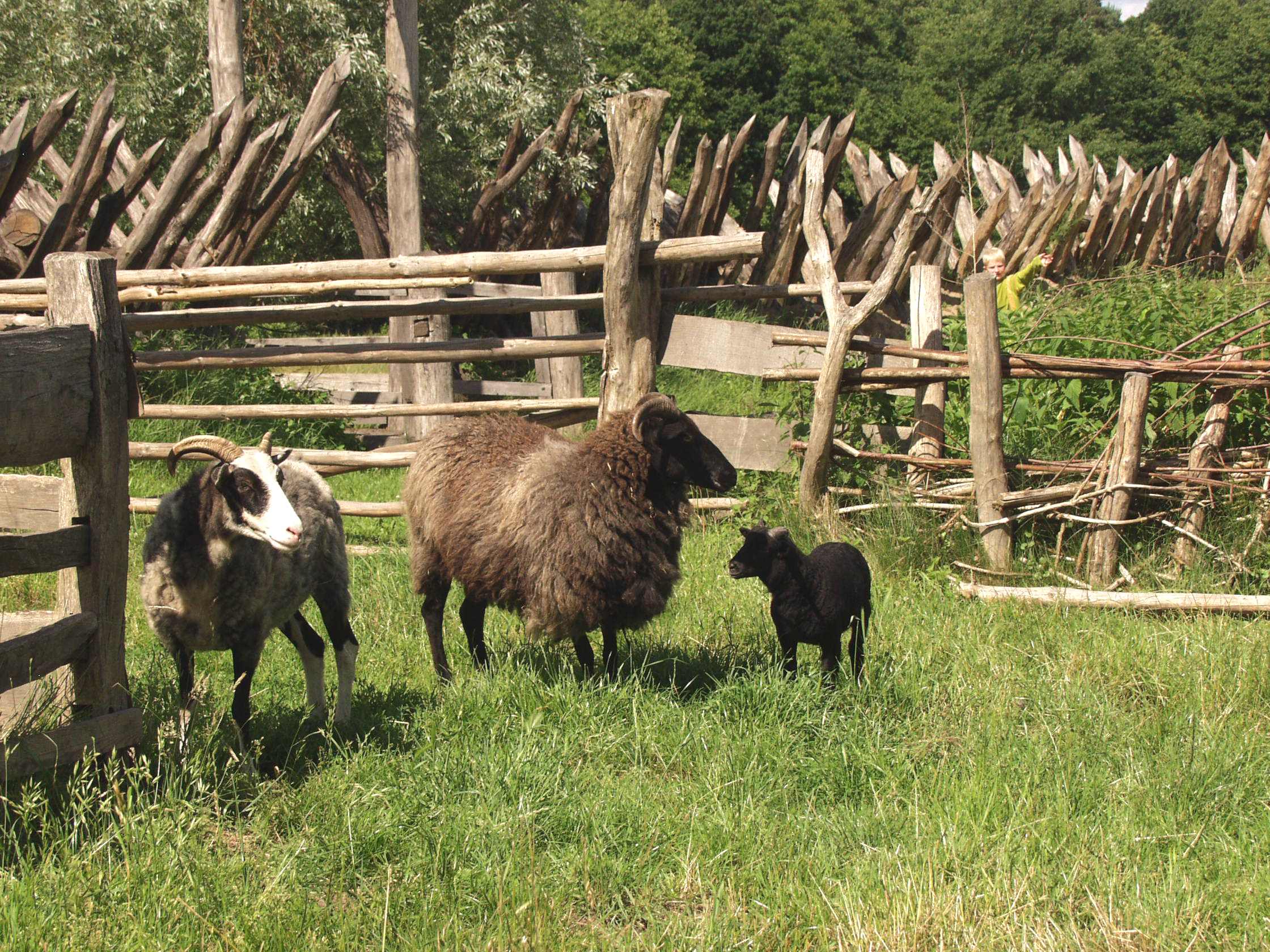
Стадо овец
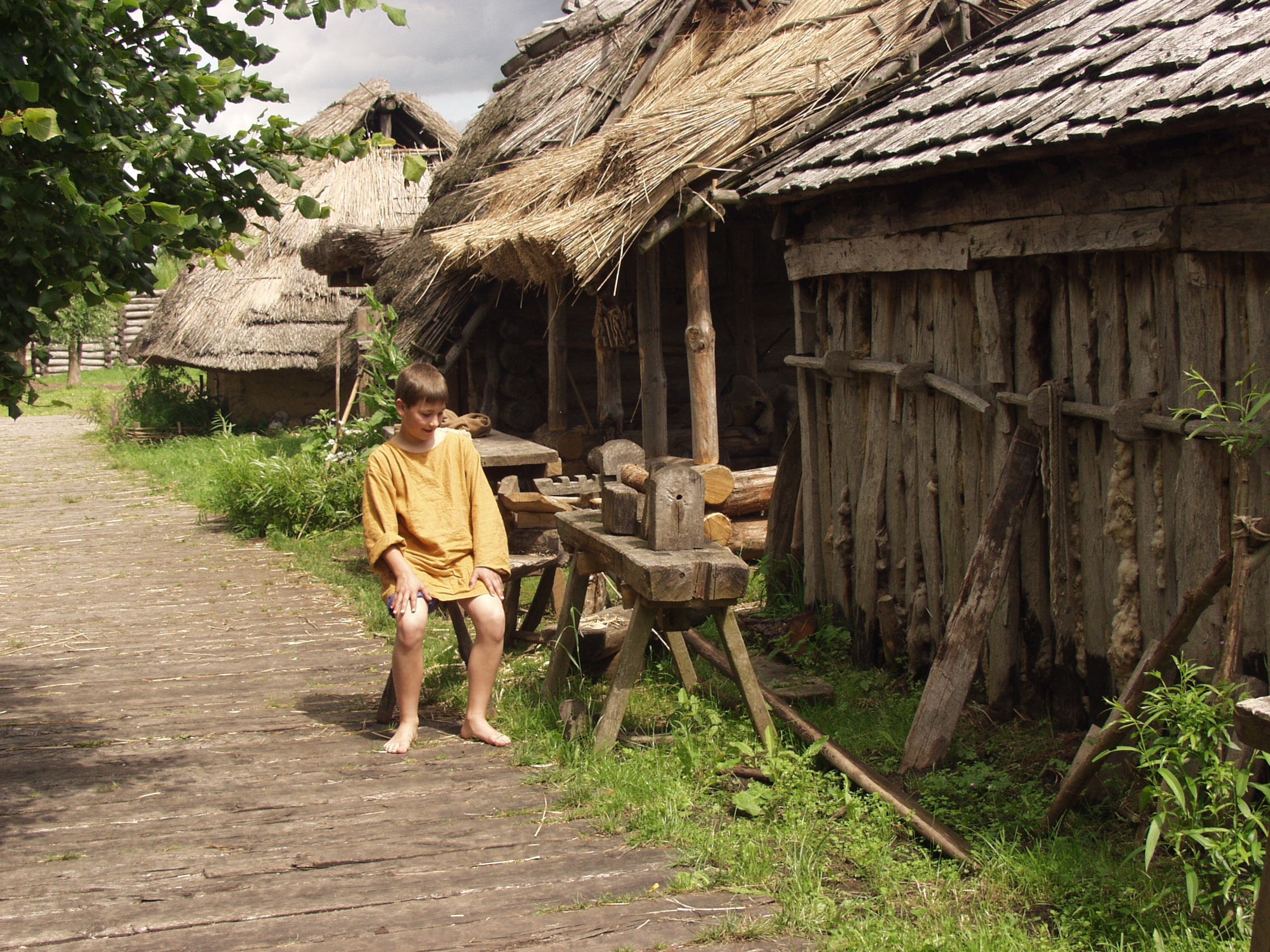
В Украненланде
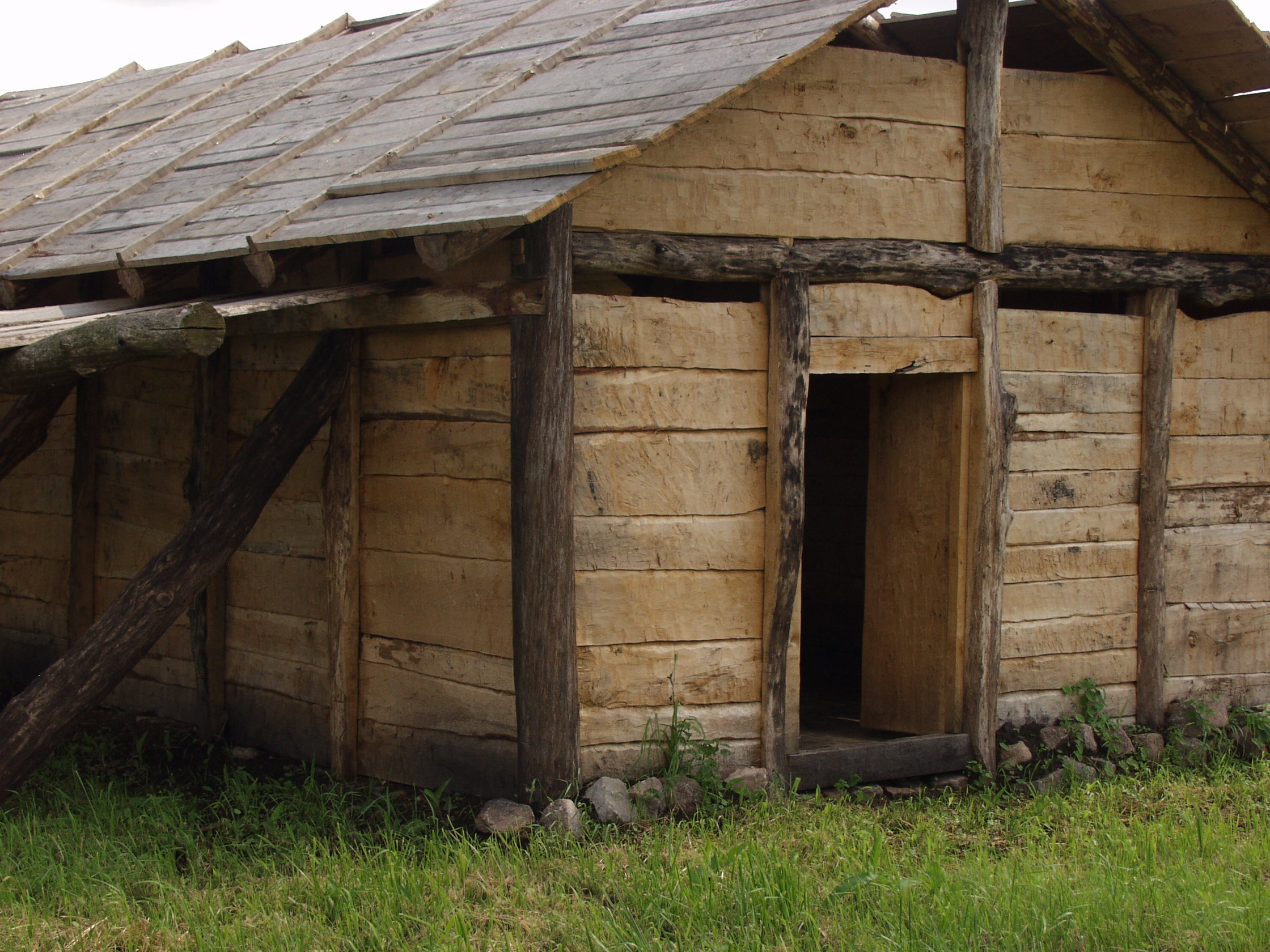
Незавершенные избушки
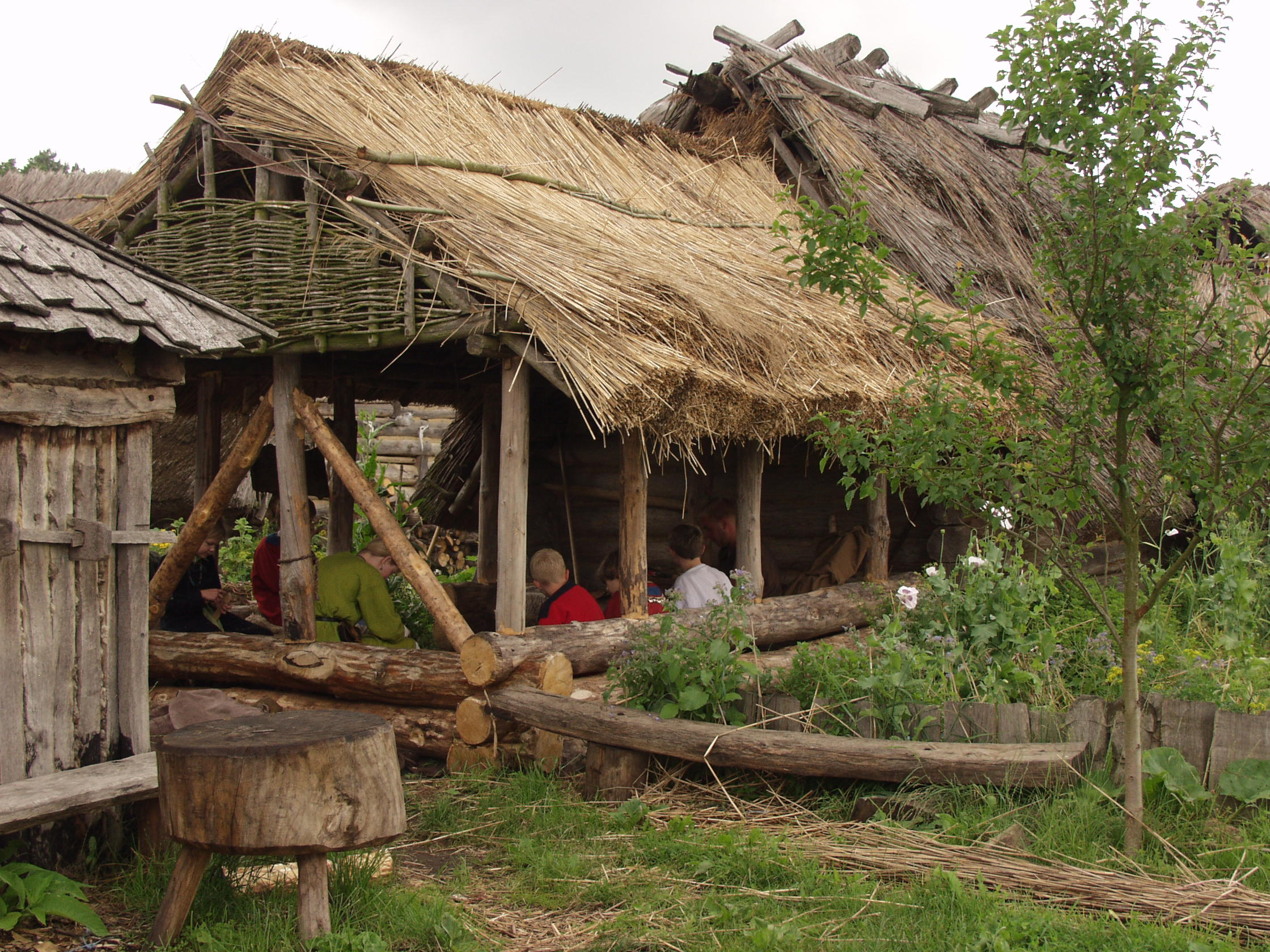
Жилье резчика ложек
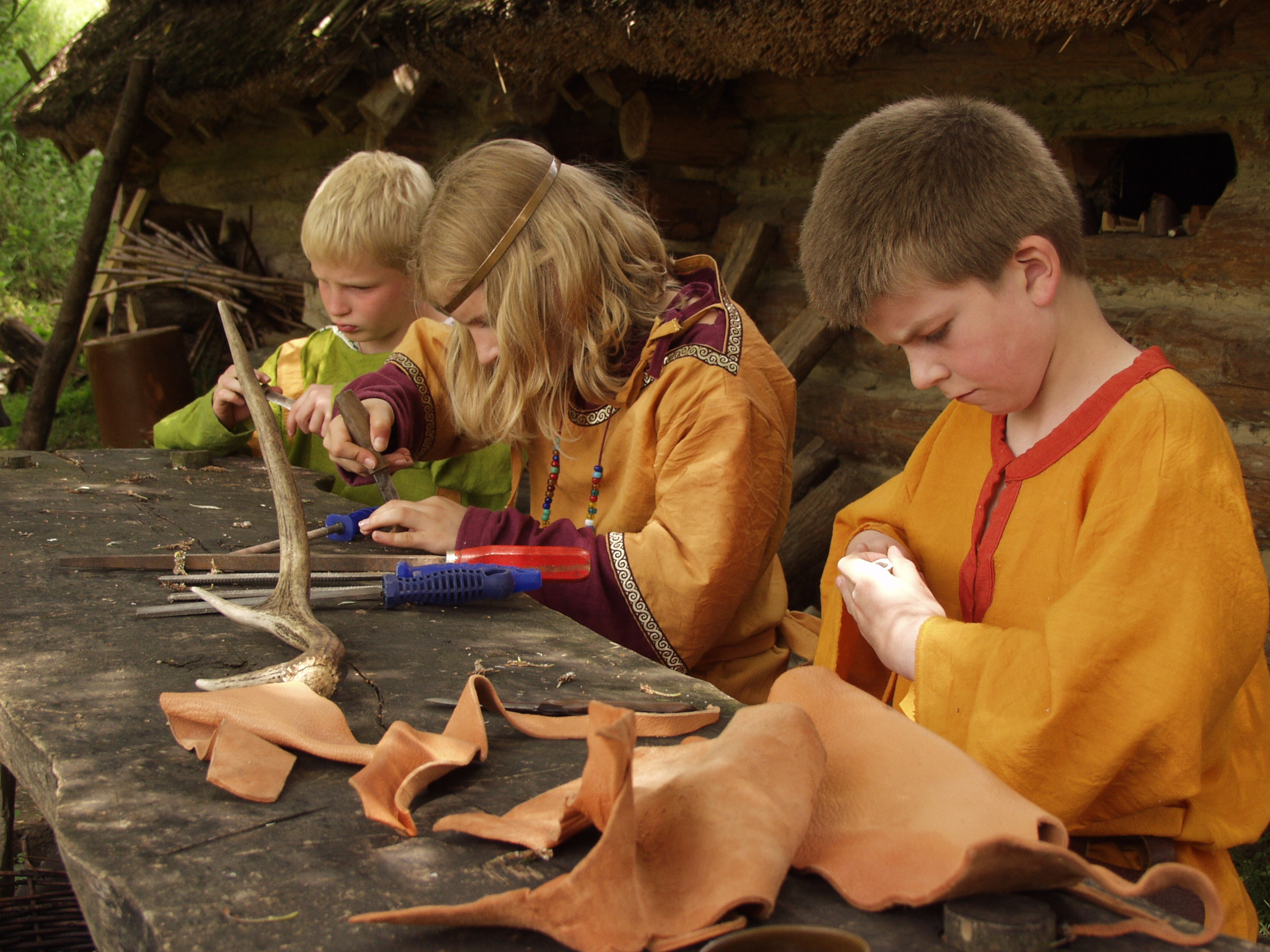
Резьба по кости
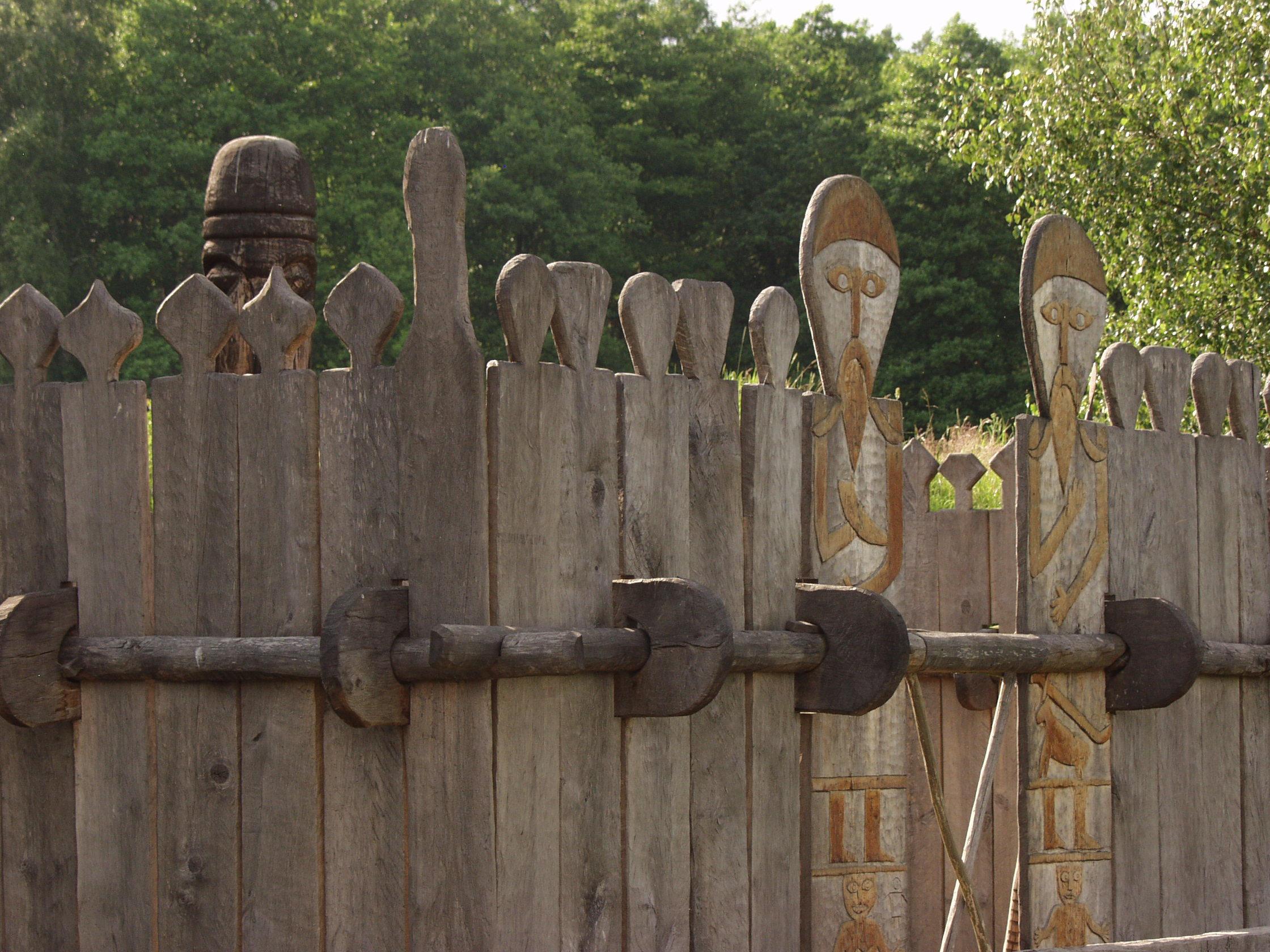
Храм богов
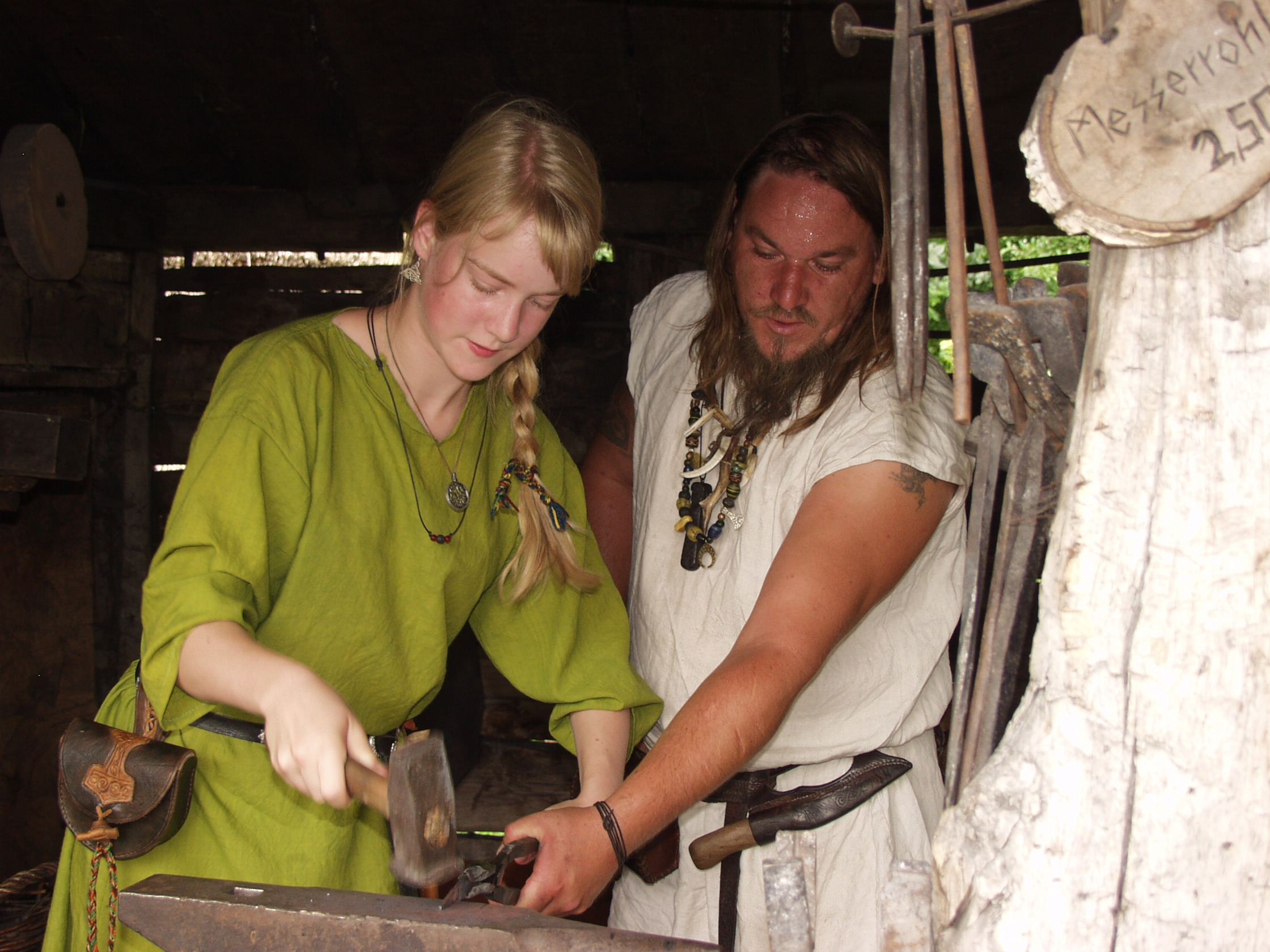
Ковка